# Бинштедт
Бинштедт (нем. Bienstädt) — община в Германии, в земле Тюрингия.
Входит в состав района Гота. Подчиняется управлению Нессеауэ.  Население составляет 708 человек (на 31 декабря 2010 года). Занимает площадь 8,17 км².